# Jewang Ungi
De Jewang Ungi is een historisch gedicht dat in 1287 werd geschreven door Lee Seung-hyu (李承休) in de nadagen van de Koreaanse Goryeodynastie. In het gedicht wordt de geschiedenis van Korea beschreven vanaf de mythische sticher Dangun tot en met de regering van koning Chungnyeol van Goryeo.
Een mogelijke vertaling van de titel is "Berijmde Kronieken van de Soevereinen".